# Krafft-Ebing (Adelsgeschlecht)
Krafft-Ebing ist ein bayerisches Adelsgeschlecht.

Stammvater Hanns Krafft von Festenberg auf Frohnberg († 1564)

## Geschichte

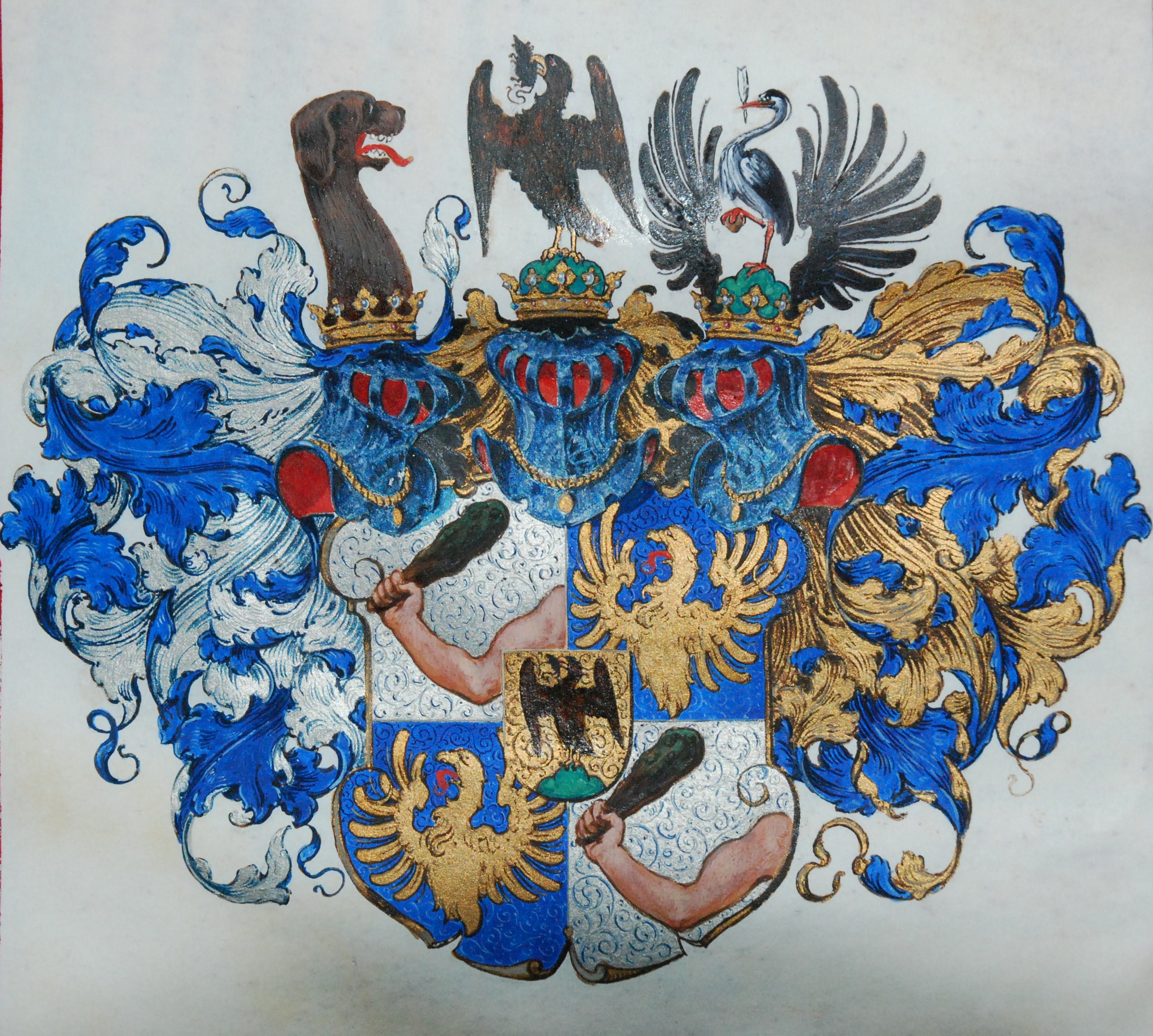
Familienwappen der Freiherren von Krafft-Ebing

Die Adelsfamilie des Stammes Krafft stammt aus Höchstädt a.d. Donau im ehemaligen Herzogtum Pfalz-Neuburg (Bayern). Stammvater ist Hanns Krafft von Festenberg († 19. August 1564), pfalzgräflicher Landrichter und Herr der Herrschaft Festenberg (mhd. auch Vestenberg).  
Das Geschlecht ist ein erbländisch-österreichischer Adel mit dem Familienzweig „von Festenberg auf Frohnberg“.  Verliehen in Wien am 20. März 1770 von  Kaiserin Maria Theresia für die  Brüder Dr. iur. Johann Nepomuk Krafft, Oberamtmann des Klosters Wiblingen und iur. utr. licent. Carl Anton Krafft, Oberamtmann des adeligen Damenstiftes in Heiligkreuztal; die Reichsadelswürde verliehen durch Kaiser Franz II., Wien 7. April 1805 für Carl Anton Krafft von Festenberg auf Frohnberg, aufgenommen in die Reichsritterschaft des Kantons Hegau 5. Jänner 1806; württembergische Namensvermehrung mit „genannt von Ebing“ lt. Ministerialreskript vom 7. März 1808 für Friedrich Franz Freiherr von Krafft, genannt von Festenberg auf Frohnberg (* 1784; † 1813) als Schwiegersohn des Conrad Freiherrn Ebinger von der Burg, dessen Familie im Mannesstamme am 8. März 1808 erlosch; badische Wappenvereinigung mit dem freiherrlich von Ebing´schen Wappen; badische Anerkennung und Bestätigung der Berechtigung zur Führung des Freiherrntitels als „Freiherrn von Krafft-Ebing“, für die Brüder Hans und Richard von Krafft-Ebing und deren Nachkommen. (Wappenbesserungsbrief durch Großherzog Friedrich, St. Blasien 5. Juli 1896).

## Wappen
Das Wappen (1896) von einem von Silber und Blau gevierten Schild  mit goldenem Herzschild geziert. Darin auf grünem Dreiberg ein golden bewehrter, flugbereiter Geier mit einer Maus im Schnabel (derer von Ebing), 1 und 4 in Silber ein aus der oberen linken Seite hervorgehender, gekrümmter, eine hölzerne Keule schwingender nackter Arm (derer von Krafft - Festenberg); 2 und 3 in blau ein wachsender goldener Adler mit roter ausgeschlagener Zunge. Drei offene mit goldenem Kleinod geschmückte golden gekrönte Helme mit rechts blau-silbernen und  links blau-goldenen Helmdecken, von welchen als Helmzier der mittlere auf grünem Dreiberg den Geier des Mittelschildes, der rechte einen natürlichen links gewendeten Brackenkopf mit rot ausgeschlagener Zunge und der linke zwischen zwei offenen schwarzen Adlerflügeln einen natürlichen Kranich auf einem grünen Hügel stehend mit einer weißen Schreibfeder im Schnabel und einen braunen natürlichen Stein in der aufgehobenen rechten Klaue trägt.

## Familienangehörige
(chronologisch)
- Friedrich von Krafft-Ebing (1807–1889), badischer Oberamtmann, Vater des Psychiaters Richard von Krafft-Ebing und von Hans von Krafft-Ebing
- Richard von Krafft-Ebing (1840–1902), deutsch-österreichischer Psychiater und Rechtsmediziner
- Hans von Krafft-Ebing (1854–1930), badischer Oberamtmann
- Hellfried von Krafft-Ebing (1907–1990), österreichischer Maschinenbautechniker, Motorradrennfahrer und Unternehmer
- Marion von Krafft-Ebing (1911–2002), österreichische Schriftstellerin